# Округ Кларк (Џорџија)
Округ Кларк (енгл. Clarke County) је округ у америчкој савезној држави Џорџија.

## Демографија
По попису из 2010. године број становника је 116.714, што је 15.225 (15,0%) становника више него 2000. године.
| Група             | 2000.          | 2010.          |
| Белци             | 62.895 (62,0%) | 66.674 (57,1%) |
| Афроамериканци    | 27.656 (27,3%) | 30.988 (26,6%) |
| Азијати           | 3.173 (3,1%)   | 4.869 (4,2%)   |
| Хиспаноамериканци | 6.436 (6,3%)   | 12.192 (10,4%) |
| Укупно            | 101.489        | 116.714        |